# 1,3-dioxolaan
1,3-dioxolaan (kortweg dioxolaan genoemd) is een derivaat van ethyleenglycol, met als brutoformule C3H6O2. De stof komt voor als een kleurloze vluchtige vloeistof met een kenmerkende geur, die goed oplosbaar is in water.

## Synthese
1,3-dioxolaan kan bereid worden door ethyleenglycol te laten reageren met een waterige oplossing van formaldehyde in aanwezigheid van een zure katalysator, bijvoorbeeld zwavelzuur, of lewiszuren als boortrifluoride of zwaveldioxide. Dioxolaan kan uit het reactiemengsel afgescheiden worden door destillatie of extractie.

## Toepassingen
1,3-dioxolaan wordt vooral gebruikt als co-monomeer bij de polymerisatie van trioxaan tot polyoxymethyleen-copolymeren.

## Dioxolaan als stofklasse
Een dioxolaan is in het algemeen een verbinding die een 1,3-dioxolaanring bevat. Stoffen als propiconazool, ketoconazol of itraconazol zijn dioxolanen.
1,3-dioxolanen kunnen ook beschreven worden als de cyclische acetalen van aldehyden en ketonen. De ringopening onder invloed van een zuur in waterig milieu is daarmee ook een van de belangrijkste reacties van deze groep verbindingen.
Het structuurisomeer 1,2-dioxolaan is een cyclisch peroxide, omdat de twee zuurstofatomen met elkaar zijn verbonden.